# Tolly Cobbold Classic 1979
Das Tolly Cobbold Classic 1979 war ein professionelles Snooker-Einladungsturnier im Rahmen der Saison 1978/79. Die Erstausgabe des Turnieres wurde vom 20. und 21. Februar 1979 in der Corn Exchange im englischen Ipswich ausgetragen. Sieger wurde der Nordire Alex Higgins, der im Finale seinen walisischen Konkurrenten Ray Reardon besiegte. Dieser spielte mit einer Aufnahme von 80 Punkten auch das höchste bekannte Break des Turnieres.

## Preisgeld
Das Turnier ist nach seinem Sponsor benannt, der Brauerei Tolly Cobbold aus Suffolk. Mit 1.000 Pfund Sterling wurde auch ein Preisgeld ausgeschüttet, das aber nur dem Sieger und dem Finalisten zugutekam.
|           | Preisgeld |
| --------- | --------- |
| Sieger    | 600 £     |
| Finalist  | 400 £     |
| Insgesamt | 1.000 £   |

## Turnierverlauf
Die vier Teilnehmer begannen das Turnier mit einer Gruppenphase, in der ein einfaches Rundenturnier ausgespielt wurde. Anschließend wurde aus den Ergebnissen eine Abschlusstabelle erstellt. Die Spieler auf Platz eins und zwei trafen anschließend im Endspiel aufeinander.

### Gruppenphase
Die vier Teilnehmer trafen jeweils einmal auf jeden ihrer Gegenspieler. Jede Partie ging über vier Frames, wodurch auch Unentschieden möglich waren. In der Abschlusstabelle belegte Ray Reardon den ersten Platz. Punktgleich auf Platz 2 landeten Alex Higgins und Steve Davis. Warum Alex Higgins trotz seiner Niederlage gegen Davis ins Finale einzog, ist unklar. Platz vier ging in jedem Fall an Doug Mountjoy.
| Pos. | Spieler       | Partien | S | U | N | Frames | Punkte |
| ---- | ------------- | ------- | - | - | - | ------ | ------ |
| 1    | Ray Reardon   | 3       | 2 | 0 | 1 | 7:5    | 5      |
| 2    | Alex Higgins  | 3       | 1 | 1 | 1 | 6:6    | 3      |
| 2    | Steve Davis   | 3       | 1 | 1 | 1 | 6:6    | 3      |
| 4    | Doug Mountjoy | 3       | 0 | 2 | 1 | 5:7    | 2      |

| Spiel | Spieler 1    | Ergebnis | Spieler 2     |
| ----- | ------------ | -------- | ------------- |
| 1     | Steve Davis  | 2:2      | Doug Mountjoy |
| 2     | Steve Davis  | 04:04    | Alex Higgins  |
| 3     | Alex Higgins | 2:2      | Doug Mountjoy |
| 4     | Alex Higgins | 04:04    | Ray Reardon   |
| 5     | Ray Reardon  | 13:13    | Doug Mountjoy |
| 6     | Ray Reardon  | 04:04    | Steve Davis   |

### Finale
Das Endspiel war eine recht knappe Partie, in der die Führung hin- und herwechselte. Schlussendlich konnte Alex Higgins mit 4:5 den Turniersieg für sich verbuchen.
| Finale: Best of 9 Frames Corn Exchange, Ipswich, England, 21. Februar 1979             |                |              |
| Ray Reardon                                                                            | 4:5            | Alex Higgins |
| 79:69, 26:106 (60), 26:63, 95:7 (68), 71:53, 93:11 (80), 30:86 (60), 59:64, 57:71 (63) |                |              |
| 63                                                                                     | Höchstes Break | 80           |
| –                                                                                      | Century-Breaks | –            |
| 3                                                                                      | 50+-Breaks     | 2            |